# Orus Jones
Orus Jones (n. 8 martie 1867, Jackson, Ohio, SUA – d. 10 august 1963, Colorado, SUA) a fost un jucător de golf ce a reprezentat Statele Unite ale Americii, medaliat olimpic. A participat la 1 ediție a Jocurilor Olimpice (1904) în care a câștigat 1 medalie de bronz.

## Participări
Lista de mai jos prezintă principalele competiții la care a participat Orus Jones de-a lungul carierei.
- golf at the 1904 Summer Olympics – men's team[*]